# Fabio Ceravolo
Fabio Giovanni Ceravolo (Locri, 5 marzo 1987) è un calciatore italiano attaccante del Fiorenzuola.

## Biografia
Ha un figlio, di nome Edoardo, nato nel 2019.

## Caratteristiche tecniche
Il suo ruolo originario è quello di seconda punta, ma, a partire dall'esperienza alla Ternana è stato adattato al ruolo di prima punta. Durante l'esperienza all'Atalanta è stato schierato anche da esterno di centrocampo.
Soprannominato la belva per la sua postura, nonché per la sua fisicità e l’abilità di proteggere la palla, non è molto rapido nel breve, ma presenta un buoni doti di scattista, specialmente nell'attaccare gli spazi liberi. Inizialmente non dotato di grandissimo senso del gol, è poi migliorato in questa caratteristica.

## Carriera

### Club

#### Gli inizi alla Reggina e le esperienze in prestito
Cresciuto nelle giovanili della Agesidamo Locrese, viene successivamente acquistato dalla Reggina all'età di 15 anni. Dopo aver completato la trafila delle giovanili viene aggregato alla prima squadra durante la stagione 2004-2005, riuscendo a debuttare all'inizio della stagione successiva sotto la guida tecnica di Walter Mazzarri, prima in Coppa Italia, nella gara vinta per 2-1 dopo i tempi supplementari contro il Giugliano valida per il primo turno della competizione, e poi in Serie A, l'11 settembre 2005, nella partita sul campo della Sampdoria persa per 3-2 dagli amaranto, totalizzando nel corso dell'annata 8 presenze tra campionato e coppa.
Nella stagione 2006-2007 viene girato in prestito alla Pro Vasto, squadra militante in Serie C2, totalizzando 19 presenze condite da una rete nella prima parte di stagione. Nel gennaio 2007 passa al Pisa, in Serie C1: poco utilizzato da Piero Braglia nel corso della stagione regolare, nei play-off mette a segno complessivamente tre reti: due nelle sfide di semifinale contro il Venezia e uno nella finale contro il Monza, poi vinta dai toscani.
Tornato alla Reggina, viene confermato per il seguente campionato di Serie A; il 12 gennaio 2008 mette a segno la sua prima rete nel massimo campionato, oltreché sua prima rete ufficiale con i reggini, nella partita Empoli-Reggina terminata sul punteggio di 1-1. Rimane a Reggio per due stagioni, nelle quali totalizza complessivamente 40 presenze e tre reti in campionato.

#### Atalanta

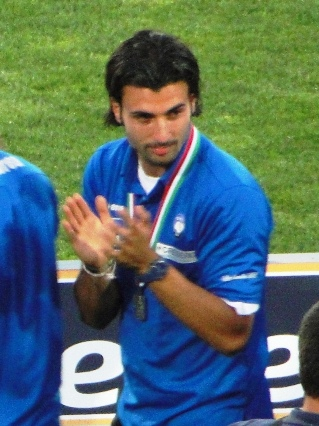
Ceravolo all'Atalanta nel 2011

Il 20 agosto 2009 si trasferisce all'Atalanta con la formula del prestito con diritto di riscatto della comproprietà.
L'allenatore dell'Atalanta Angelo Gregucci gli cambia collocazione in campo schierandolo come esterno di centrocampo per evitare la grande concorrenza nel reparto d'attacco. Con l'esonero di Gregucci e l'arrivo di Antonio Conte sulla panchina nerazzurra Ceravolo viene schierato con continuità e il 7 novembre, in occasione della sconfitta interna 2-5 contro la Juventus, mette a segno la sua prima rete con i bergamaschi.
Con le dimissioni di Conte, rimpiazzato da Bortolo Mutti, Ceravolo viene impiegato con minore frequenza, chiudendo la stagione con 27 presenze condite da 3 reti, valore mai più superato da Ceravolo in massima serie, senza però impedire la retrocessione dei nerazzurri. Le prove offerte nell'arco della stagione spingono la dirigenza nerazzurra a riconfermarlo, esercitando l'opzione del riscatto della comproprietà.
Nel 2011-2012, a differenza della stagione precedente, il nuovo mister della squadra orobica, Stefano Colantuono torna ad impiegarlo come seconda punta e non più come esterno di centrocampo. Sigla il primo gol stagionale il 4 dicembre, nella trasferta sul campo del Portogruaro terminata sul 2-1 per i nerazzurri. Si ripete il sabato seguente quando, partendo da titolare, segna il gol del momentaneo 1-1 nel derby casalingo contro l'AlbinoLeffe.
Chiude la sua seconda stagione in nerazzurro con 20 presenze tra campionato e Coppa Italia condite da due reti e con la vittoria del campionato cadetto.

#### Ritorno alla Reggina
Il 24 giugno 2011 viene riscattato dalla Reggina. Realizza la sua prima rete dopo il suo ritorno a Reggio Calabria il 3 settembre 2011, alla terza giornata di campionato contro il Grosseto, segnando su calcio di rigore.  Termina la stagione con 11 gol in 37 presenze, più 2 presenze senza reti in Coppa Italia.
Nella prima parte della stagione 2012-2013 mette a segno 5 reti in 21 partite in campionato, alle quali si aggiunge una rete in due presenze di Coppa Italia.

#### Ternana
Il 10 gennaio 2013 viene acquistato a titolo definitivo dalla Ternana. In occasione della trentaseiesima giornata mette a segno il primo gol con la maglia rossoverde, realizzando la rete del pareggio contro la Virtus Lanciano allo scoccare dell'intervallo, riportando il risultato sull'1-1. Conclude la prima stagione in rossoverde collezionando 15 presenze e una rete. Anche nella stagione 2013-2014 mette a segno un'unica rete, nella vittoria per 5-0 contro il Novara, nelle 27 presenze di campionato.
Nel 2014-2015 disputa tutte le gare di campionato andando in doppia cifra per la seconda volta nella sua carriera, con 10 reti in 42 presenze che contribuiscono alla salvezza della squadra di Attilio Tesser. La stagione 2015-2016, nella quale è nominato vice capitano dei rossoverdi,, vestendo quindi in diverse occasioni la fascia dal primo minuto, vede Ceravolo ottenere un bottino personale di 12 reti in 35 presenze, otto delle quali nella seconda parte di stagione, nella quale viene schierato come prima punta.
Al termine della stagione il suo contratto non viene rinnovato, Ceravolo saluta così la squadra rossoverde dopo un totale di 124 incontri disputati e 25 reti segnate.

#### Benevento
L'8 luglio 2016 si accorda con il Benevento, squadra neopromossa in Serie B. Con le streghe, realizza 20 reti in 39 presenze di campionato, tra cui la rete decisiva per la vittoria 2-1 nello scontro diretto contro il Frosinone che garantisce al Benevento la disputa dei play-off promozione, piazzandosi secondo nella classifica marcatori dietro al solo Giampaolo Pazzini. Negli spareggi, culminati con la promozione in massima serie dei sanniti, mette a segno un'ulteriore rete, nella vittoria per 2-1 contro lo Spezia.

#### Parma e Cremonese
Il 31 agosto 2017 viene ceduto in prestito con obbligo di riscatto al Parma, neopromosso in Serie B. Fa il suo esordio in maglia crociata il 16 settembre al 73' della partita persa dal Parma sul campo del Perugia per 3-0. Arrivato in Emilia già con problema un miotendineo dell’adduttore lungo e una sofferenza all’osso pubico destro, nella partita contro l'Entella subisce un infortunio  agli adduttori che lo costringe a sottoporsi ad un intervento chirurgico che lo tiene lontano dal campo fino al mese di gennaio. Chiude la stagione con 18 presenze, 7 gol, tra i quali quello che porta in vantaggio il Parma nella decisiva sfida con lo Spezia, vinta 2 a 0, che regala ai crociati la promozione diretta in Serie A, 1 assist e 1 ammonizione.
La stagione successiva, rimasto a Parma e impiegato come sostituto di Roberto Inglese, torna a segnare in Serie A dopo più di 8 anni dall'ultima rete nel maggio 2010, nella vittoria per 3-1 sul campo del Genoa del 7 ottobre 2018. A fine stagione, utilizzato pochissimo nel girone d'andata e maggiormente, ma senza incidere, nel girone di ritorno, totalizza 2 reti in 25 presenze in massima serie, alle quali si aggiunge una presenza in Coppa Italia.
Il 2 settembre 2019 il Parma annuncia la sua cessione a titolo definitivo alla Cremonese. Il suo primo gol con la squadra grigiorossa arriva il 21 settembre, nella sfida col Crotone, vinta per 2-1; il 26 dicembre sigla quella del definitivo 1-1 casalingo contro la Juve Stabia. Ceravolo rimane a Cremona due stagioni, caratterizzate da alcuni problemi ambientali, totalizzando complessivamente 47 presenze e tre reti.

#### Padova e Fiorenzuola
Il 31 agosto 2021 viene ceduto a titolo definitivo al Padova, squadra militante in Serie C con cui sottoscrive un contratto annuale con opzione. Il successivo 19 settembre segna il suo primo gol con i veneti, aprendo le marcature nel 2-0 alla Triestina. Il 21 dicembre 2022, segnando una rete nella partita contro il Renate, mette a referto il suo centesimo goal tra i professionisti.
Nel girone di andata, sotto la guida tecnica di Massimo Pavanel, Ceravolo mette a segno 10 reti, poi, complici un infortunio e il cambio di guida tecnica dei patavini, l'attaccante risulta meno prolifico nella fase discendente del torneo chiudendo la stagione con 11 reti in 34 presenze di campionato, a cui si aggiungono 5 presenze nei play-off che vedono i patavini perdere la finale promozione contro il Palermo, venendo poi confermato anche per la stagione successiva, in applicazione della clausola sul raggiungimento della doppia cifra di gol segnati in stagione presente del contratto siglato nel 2021. Nella seconda stagione con i biancoscudati, condizionata da alcuni guai a livello fisico, mette a segno due reti in 25 presenze complessive tra campionato, play-off e coppe.
Scaduto il contratto con i veneti, il 10 agosto 2023 passa al Fiorenzuola, anch'essa militante in Serie C. Il 4 settembre successivo debutta con i piacentini nella gara casalinga contro il Renate persa per 1-0. Due settimane più tardi, il 17 settembre, segna la sua prima rete con i piacentini nella partita casalinga vinta 2-1 contro l'AlbinoLeffe. La stagione con i rossoneri vede una prima parte poco prolifica in cui Ceravolo mette a segno due reti, poi, dall'inizio del 2024, con l'arrivo di Luca Tabbiani sulla panchina dei rossoneri, la vena realizzativa migliora e Ceravolo chiude la stagione con 8 realizzazioni, non sufficienti ad evitare la retrocessione dei piacentini in Serie D. Nella corso dell'annata Ceravolo riesce a tragliare i traguardi delle 500 presenze e delle 100 reti segnate in campionato in carriera.

#### Pro Palazzolo e ritorno al Fiorenzuola
Il 21 luglio 2024, viene annunciato il suo approdo a titolo definitivo al Pro Palazzolo, squadra militante in Serie D, categoria nella quale Ceravolo non aveva mai militato in precedenza nel corso della sua carriera. Al debutto tra i dilettanti, nella partita valida per il primo turno di Coppa Italia Serie D vinta per 2-1 contro la Ciliverghe Mazzano, mette a segno la prima rete con i nuovi colori. Nell'esperienza in terra bresciana realizza la sua prima tripletta in carriera, nella vittoria per 6-2 contro il Crema. L'esperienza bresciana si esaurisce nel giro di qualche mese, dopo un totale di 16 presenze, con 6 reti a referto, con la risoluzione consensuale del contratto, annunciata il 16 gennaio 2025 sui profili social societari.
Il successivo 29 gennaio il Fiorenzuola annuncia il ritorno in rossonero di Ceravolo.

### Nazionale
Il 14 novembre 2007 debutta nella nazionale Under-20 italiana nell'incontro amichevole disputato a Macerata contro i pari età della Svizzera, segnando una rete all'esordio. Collezionerà in tutto quattro presenze con gli azzurrini dell'Under-20.

## Statistiche

### Presenze e reti nei club
Statistiche aggiornate al 27 aprile 2025.
| Stagione           | Squadra            | Campionato         | Campionato | Campionato | Coppe nazionali | Coppe nazionali | Coppe nazionali | Coppe continentali | Coppe continentali | Coppe continentali | Altre coppe | Altre coppe | Altre coppe | Totale | Totale |
| Stagione           | Squadra            | Comp               | Pres       | Reti       | Comp            | Pres            | Reti            | Comp               | Pres               | Reti               | Comp        | Pres        | Reti        | Pres   | Reti   |
| ------------------ | ------------------ | ------------------ | ---------- | ---------- | --------------- | --------------- | --------------- | ------------------ | ------------------ | ------------------ | ----------- | ----------- | ----------- | ------ | ------ |
| 2005-2006          | Reggina            | A                  | 6          | 0          | CI              | 2               | 0               | -                  | -                  | -                  | -           | -           | -           | 8      | 0      |
| 2006-gen. 2007     | Pro Vasto          | C2                 | 19         | 1          | CI+CI-C         | 0+2             | 0               | -                  | -                  | -                  | -           | -           | -           | 21     | 1      |
| gen.-giu. 2007     | Pisa               | C1                 | 8+4        | 0+3        | CI-C            | 0               | 0               | -                  | -                  | -                  | -           | -           | -           | 12     | 3      |
| 2007-2008          | Reggina            | A                  | 21         | 1          | CI              | 1               | 1               | -                  | -                  | -                  | -           | -           | -           | 22     | 2      |
| 2008-2009          | Reggina            | A                  | 19         | 2          | CI              | 3               | 2               | -                  | -                  | -                  | -           | -           | -           | 22     | 4      |
| ago. 2009          | Reggina            | B                  | 0          | 0          | CI              | 1               | 0               | -                  | -                  | -                  | -           | -           | -           | 1      | 0      |
| 2009-2010          | Atalanta           | A                  | 27         | 3          | CI              | 1               | 0               | -                  | -                  | -                  | -           | -           | -           | 28     | 3      |
| 2010-2011          | Atalanta           | B                  | 18         | 2          | CI              | 2               | 0               | -                  | -                  | -                  | -           | -           | -           | 20     | 2      |
| Totale Atalanta    | Totale Atalanta    | Totale Atalanta    | 45         | 5          |                 | 3               | 0               |                    | -                  |                    | -           | -           | -           | 48     | 5      |
| 2011-2012          | Reggina            | B                  | 37         | 11         | CI              | 2               | 0               | -                  | -                  | -                  | -           | -           | -           | 39     | 11     |
| 2012-gen. 2013     | Reggina            | B                  | 21         | 5          | CI              | 2               | 1               | -                  | -                  | -                  | -           | -           | -           | 23     | 6      |
| Totale Reggina     | Totale Reggina     | Totale Reggina     | 104        | 19         |                 | 11              | 4               |                    | -                  | -                  |             | -           | -           | 115    | 23     |
| gen.-giu. 2013     | Ternana            | B                  | 15         | 1          | CI              | 0               | 0               | -                  | -                  | -                  | -           | -           | -           | 15     | 1      |
| 2013-2014          | Ternana            | B                  | 27         | 1          | CI              | 1               | 0               | -                  | -                  | -                  | -           | -           | -           | 28     | 1      |
| 2014-2015          | Ternana            | B                  | 42         | 10         | CI              | 2               | 1               | -                  | -                  | -                  | -           | -           | -           | 44     | 11     |
| 2015-2016          | Ternana            | B                  | 35         | 12         | CI              | 2               | 0               | -                  | -                  | -                  | -           | -           | -           | 37     | 12     |
| Totale Ternana     | Totale Ternana     | Totale Ternana     | 119        | 24         |                 | 5               | 1               |                    | -                  | -                  |             | -           | -           | 124    | 25     |
| 2016-2017          | Benevento          | B                  | 39+4       | 20+1       | CI              | 1               | 0               | -                  | -                  | -                  | -           | -           | -           | 44     | 21     |
| ago. 2017          | Benevento          | A                  | 1          | 0          | CI              | 0               | 0               | -                  | -                  | -                  | -           | -           | -           | 1      | 0      |
| Totale Benevento   | Totale Benevento   | Totale Benevento   | 40+4       | 20+1       |                 | 1               | 0               |                    | -                  | -                  |             | -           | -           | 45     | 21     |
| set. 2017-2018     | Parma              | B                  | 18         | 7          | CI              | 0               | 0               | -                  | -                  | -                  | -           | -           | -           | 18     | 7      |
| 2018-2019          | Parma              | A                  | 25         | 2          | CI              | 1               | 0               | -                  | -                  | -                  | -           | -           | -           | 26     | 2      |
| Totale Parma       | Totale Parma       | Totale Parma       | 43         | 9          |                 | 1               | 0               |                    | -                  | -                  |             | -           | -           | 44     | 9      |
| 2019-2020          | Cremonese          | B                  | 25         | 2          | CI              | 1               | 0               | -                  | -                  | -                  | -           | -           | -           | 26     | 2      |
| 2020-2021          | Cremonese          | B                  | 20         | 0          | CI              | 1               | 1               | -                  | -                  | -                  | -           | -           | -           | 21     | 1      |
| Totale Cremonese   | Totale Cremonese   | Totale Cremonese   | 45         | 2          |                 | 2               | 1               |                    | -                  | -                  |             | -           | -           | 47     | 3      |
| 2021-2022          | Padova             | C                  | 34+5       | 11         | CIC             | 0               | 0               | -                  | -                  | -                  | -           | -           | -           | 39     | 11     |
| 2022-2023          | Padova             | C                  | 22+1       | 2          | CI+CI-C         | 1+1             | 0               | -                  | -                  | -                  | -           | -           | -           | 25     | 2      |
| Totale Padova      | Totale Padova      | Totale Padova      | 56+6       | 13         |                 | 2               | 0               |                    | -                  | -                  |             | -           | -           | 64     | 13     |
| 2023-2024          | Fiorenzuola        | C                  | 30+2       | 8          | CI-C            | 0               | 0               | -                  | -                  | -                  | -           | -           | -           | 32     | 8      |
| 2024-gen. 2025     | Pro Palazzolo      | D                  | 14         | 5          | CI-D            | 2               | 1               | -                  | -                  | -                  | -           | -           | -           | 16     | 6      |
| gen.-giu. 2025     | Fiorenzuola        | D                  | 11         | 1          | CI-D            | -               | -               | -                  | -                  | -                  | -           | -           | -           | 11     | 1      |
| Totale Fiorenzuola | Totale Fiorenzuola | Totale Fiorenzuola | 41+2       | 9          |                 | 0               | 0               |                    | -                  | -                  |             | -           | -           | 43     | 9      |
| Totale carriera    | Totale carriera    | Totale carriera    | 550        | 111        |                 | 29              | 7               |                    | -                  | -                  |             | -           | -           | 579    | 118    |

## Palmarès

### Competizioni nazionali
- Campionato italiano di Serie B: 1

Atalanta: 2010-2011
- Coppa Italia Serie C: 1

Padova: 2021-2022